# Jacob Arcadelt
Jacob Arcadelt (født ca. 1507, død 14. oktober 1568), var en fransk eller flamsk komponist. Han var mest interesseret i verdslig musik, og hans madrigaler blev udgivet i adskillige oplag.